# Temple Central de Zelentxuk
El Temple Central de Zelentxuk és una església ortodoxa situada al poble d'Arjyz, a la República de Karatxai-Txerquèssia. És l'església més antiga d'aquest assentament.
Va ser construïda en dues etapes: la primera a començaments del segle x, i va acabar l'any 932, quan els cristians foren expulsats de l'imperi. La segona etapa acabà al voltant dels 950-960 quan Alània va tornar al cristianisme, amb només petits canvis respecte al pla arquitectònic originari.

## Història

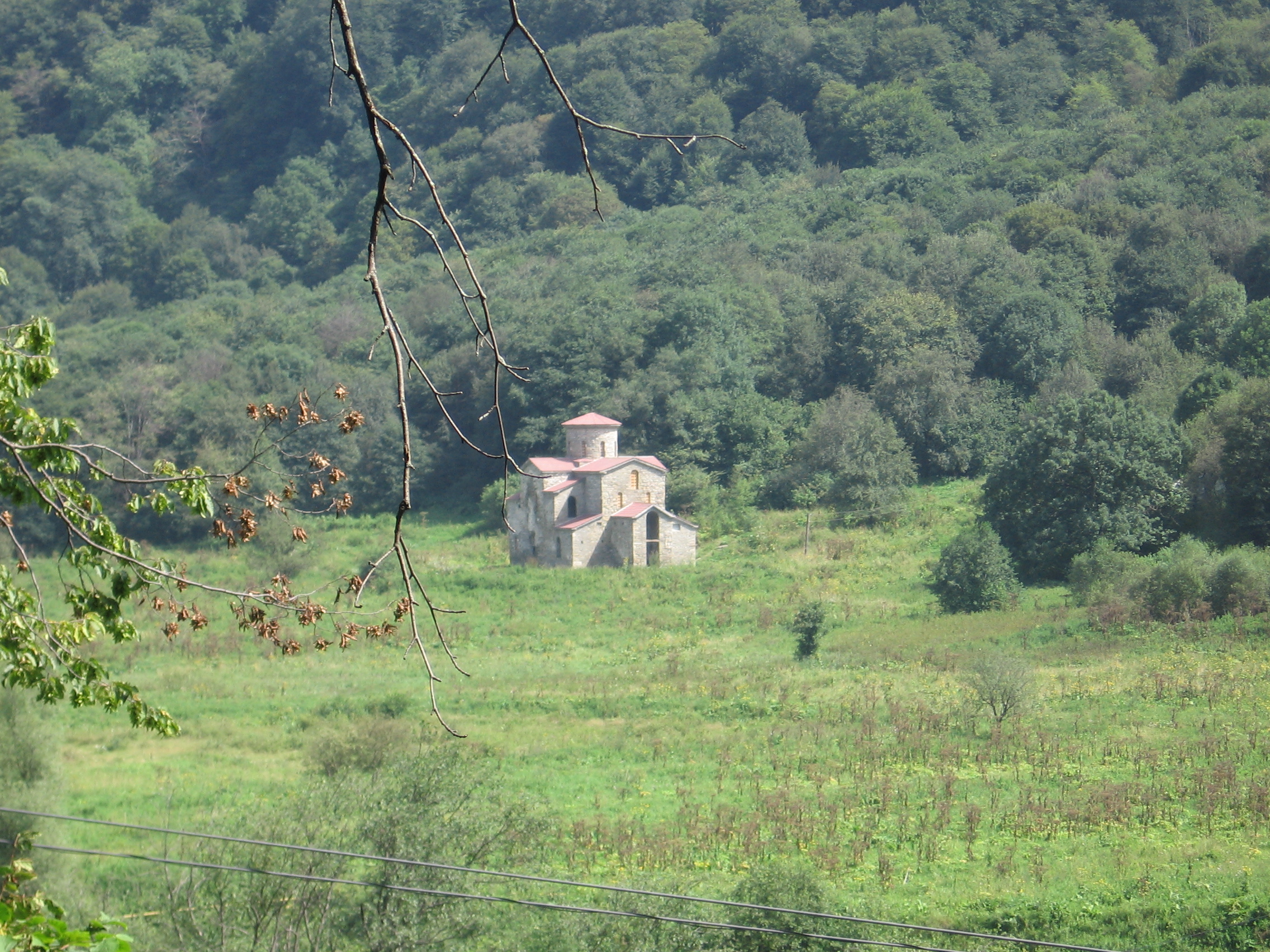
El Temple del Centre en plena natura

L'assentament del Baix Arjyz es trobava en una important ruta comercial i militar, que connectava les estepes del Caucas del Nord amb Transcaucàsia i la mar Negra. L'assentament fou un important centre espiritual i econòmic del Regne d'Alània, amb una residència del bisbe metropolità, més de 10 esglésies i, segurament, una b fàbrica grega. El Temple del Centre és a 800 metres al sud del Temple del Nord de Zelentxuk. El Temple del Sud de Zelentxuk era a la part central del llogaret i ha estat reconstruït.
La construcció en començà no gaire abans de l'expulsió dels cristians del Regne d'Alània, al 932. El van construir mestres abkhazos en forma de creu llatina amb un compartiment al sud-est. Després del retorn del cristianisme a mitjan segle x, el temple l'acabaren mestres d'Anatòlia (suposadament, de Capadòcia) amb un compartiment afegit al nord-est. El cadirat de pedra se'n reemplaçà per un altre de fusta. Sembla que aquests mestres d'obra també van alçar l'església de Senti al 965. El temple, probablement estava destinat a funerals i memorials dels governants i clergat d'Alània. Aquesta funció va ser heretada pel Temple del Nord, i el Temple del Centre esdevingué catedral. El llogaret va continuar fins a la invasió mongola del segle xiii.
A la fi del segle xix, l'església s'utilitzava com a monestir. Els monjos ampliaren l'edifici. El temple va ser representat en dibuixos per Dimitry Strukov, en descripcions de P. Sinayskiy i en fotografies del segle xix. Les addicions dels monjos foren dos compartiments i obertures a la banda oest,  un renovat nàrtex i una entrada al nord. Les parets de l'església estaven arrebossades i emblanquinades i dins estava decorat amb estuc, la qual cosa feu que en desaparegueren gairebé tots els frescos. Com totes les esglésies en creu inscrita d'Alània —tret del Temple del Sud— presentava un sostre de dues aigües, però al principi era curvilini. Estava cobert amb teules en forma d'escata. Es van fer molts intents per a reconstruir-ne el revestiment originari, però no van ser duradors, i en la darrera renovació es va cobrir amb taulells.

## Arquitectura

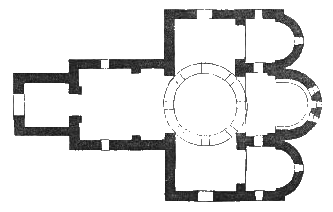
Pla del Temple del Centre

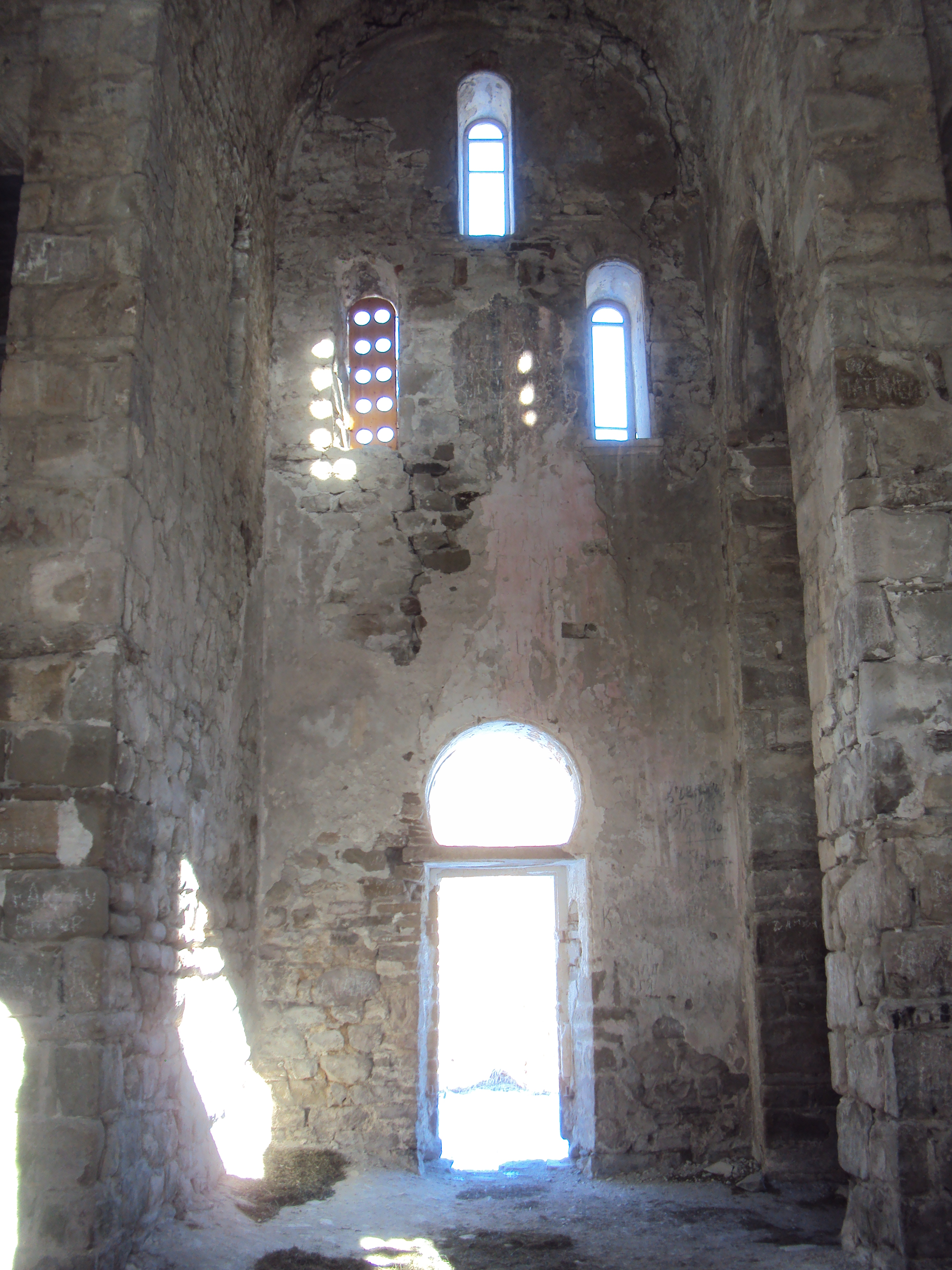
Interior del temple (1897)

L'arquitectura de la cúpula va arribar al Regne d'Alània amb les esglésies en forma de creu. Abans d'això, els temples amb plantes basilicals dominaven l'arquitectura d'Alània. El temple implicava una planificació inusual: en forma de creu llatina semilliure, mentre que el projecte originari dels anys 920 s'assemblava més a una creu llatina lliure. El van construir amb blocs de gres sobre calç amb maçoneria de petxina. El sòcol es feu servir parcialment en arcs i aplicacions. El pis era fet amb barreja de trossos de ceràmica i calç, i tenia un color rosa distintiu. La costura de la construcció en la unió de la part nord, el compartiment nord-oriental i els diferents gruixos de les parets i pilastres mostren que el projecte primigeni es va canviar entre els anys 950-960.
Els trets distintius del Temple del Centre són els compartiments dels cantons orientals, que no estan pas totalment oberts ni completament aïllats, perquè se separen de l'ala oriental per parets amb passatges tallats. Hi ha pilastres dins del temple únicament als murs nord i sud de les ales occidental i oriental. El tambor cilíndric de la cúpula de l'església és el més gran dels temples d'Alània. Vuit estretes finestres arquejades són al tambor, i la cúpula descansa als cantons de l'edifici.

### Pintura mural
La majoria dels frescos no han pas sobreviscut. Les restes de la segona fase de la pintura —la primera decoració probablement era incompleta i era sobretot als absis— es conserven a les parets nord i sud dels costats laterals del creuer. El mur nord mostra una imatge de dos màrtirs sobre l'entrada entre les finestres. A la part central del mur sud, hi ha una enorme representació, d'uns 3 m, dels sants Constantí i Helena de Constantinoble. A la seua dreta, hi ha un petit fragment de la imatge d'un guerrer. A les parets occidentals s'han representats sants guerrers genets. En un dels arcs sota la cúpula, al segle xix hi havia la figura del profeta Daniel.

Esbossos de Dimitry Strukov
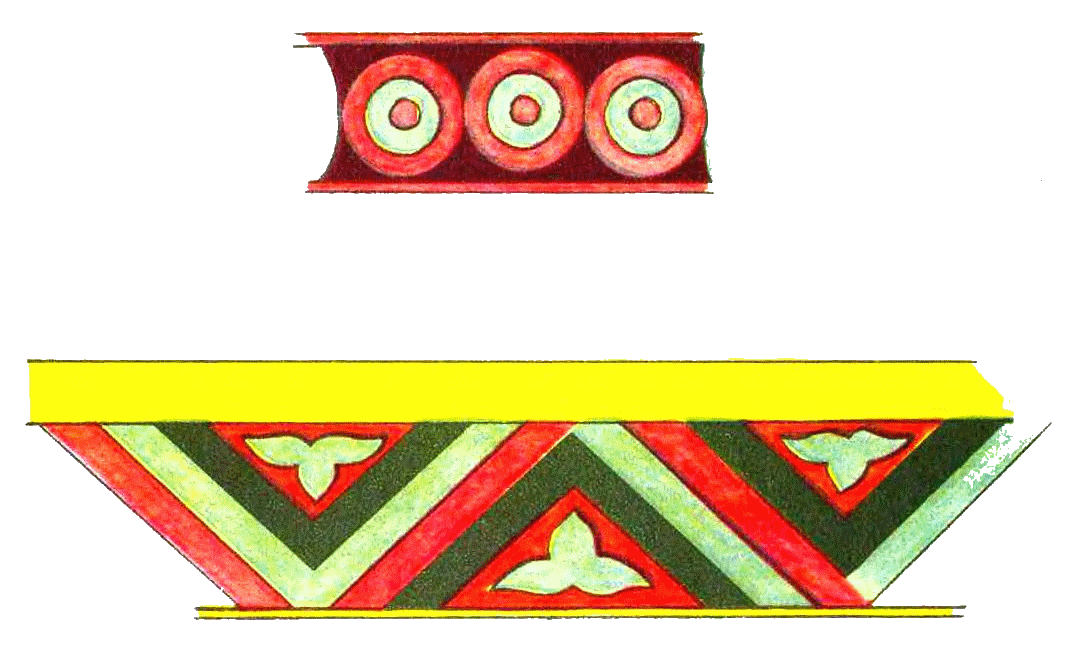
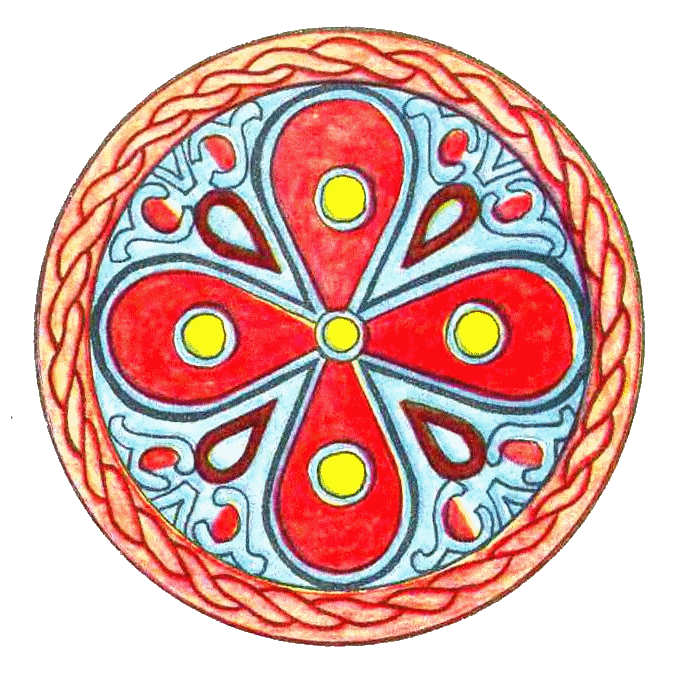
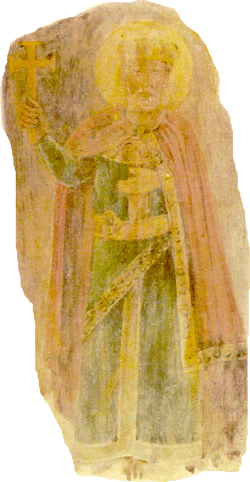
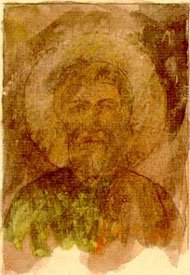